# Гагарины
Гага́рины (Гогарины, князья Гагарины-Стурдза) — древний дворянский и разветвлённый княжеский род, Рюриковичи, происходящий через князей Голибесовских от удельных князей Стародубских.
Род князей Гагариных внесён в Бархатную книгу. При подаче документов (август 1686), для внесения рода в Бархатную книгу, была предоставлена родословная роспись князей Гагариных, за подписью князя Ивана Гагарина.
Внебрачными сыновьями одного из князей Гагариных были мыслитель Н. Ф. Фёдоров и актёр А. П. Ленский.

## Происхождение и история княжеского рода
Ведут свой род от правителей средневекового Стародубского княжества, родоначальником которых был Иван Всеволодович, младший сын великого князя владимирского Всеволода Большое Гнездо, получивший от отца в удел городок Стародуб-Кляземский.
Один из его потомков, князь Михаил Иванович Стародубский-Голибесовский (XVII колено от Рюрика) имел пять сыновей, из коих первый Василий, четвёртый Юрий и пятый Иван имели общее прозвище Гагара. От них пошли три ветви князей Гагариных. В допетровское время они были не очень заметны и не занимали при дворе мест выше стольника. Владели поместьями в Московском, Данковском, Рязанском, Суздальском, Ряжском, Ржевском, Белёвском и Пошехонском уездах.
Двадцать шесть представителей рода владели населёнными имениями (1699).
Старшая ветвь пресеклась в конце XVIII века в лице князя Василия Андреевича, офицера флота, за подвиг во время Чесменского сражения награждённого орденом св. Георгия 4-й степени. К этой ветви принадлежал и другой военный герой, князь Сила Гагарин, с успехом оборонявший в 1609 году Ярославль от поляков и войск Лжедмитрия II.

## Геральдика
Герб князей Гагариных, как и других потомков Стародубских князей, восходит к печати ближнего боярина, киевского воеводы и костромского наместника князя Михаила Григорьевича Ромодановского (1689). На ней был изображён дуб с жёлудем, под которым какое-то животное, нарисованное очень нечётко. Логично предположить, что это кабан. При копировании фигуру, видимо, ошибочно поняли и на гербе вместо кабана появился медведь. Кроме того, в нашлемнике печати князя М. Г. Ромодановского находилась рука, державшая меч, которая в дальнейшем вошла в одно из полей герба князей Гагариных. Герб князей Гагариных идентичен гербу князей Хилковых, происходивших из той же ветви Стародубских удельных князей.
В XVIII веке бытовали два иконографических вариантов герба князей Гагариных, один из которых вошёл в ОГДР, а второй использовался членами рода неофициально. Он отличался от утверждённого расположением полей в щите, нашлемниками и щитодержателями. Кроме того, могли употребляться два девиза на латыни: «Не нам, но мы» и «От древности — сила».
Высочайшим указом (31 марта 1848) князю Григорию Евгеньевичу Гагарину дозволено присоединить фамилию и герб деда по матери и именоваться князем Гагариным-Стурдза. Герб князей Гагариных-Стурдза было рассечено: в первом поле воспроизводился пятичастный герб князей Гагариных, во второй части герб Стурдза. Девиз герба золотыми буквами на голубой ленте: «С той и с другой стороны блистать прекрасно» (ОГ. XI. 4).  

## Известные представители
- Князь Гагарин Василий Иванович — тарусский городовой дворянин (1627—1629), московский дворянин (1658), стряпчий (1658—1676), стольник (1686—1692), стольник царицы Прасковьи Фёдоровны (1692) (ум. декабрь 1692).
- Князь Гагарин Андрей Петрович — стольник патриарха Филарета (1627—1629).
- Князь Гагарин Михаил Романович — патриарший стольник (1627—1629), стольник (1629—1676).
- Князья Гагарины: Семён Никитич, Роман Иванович, Михаил и Иван Семёновичи, Григорий Петрович, Даниил Григорьевич, Иван и Андрей Романовичи — московские дворяне (1627—1640).
- Князь Постный-Гагарин Иван Иванович — московский дворянин (1627—1640).
- Князь Гагарин Иван Андреевич — московский дворянин (1627—1640), стольник (1658).
- Князь Гагарин Михаил Афанасьевич — стряпчий (1636—1640), стольник (1640).
- Князь Гагарин Пётр Афанасьевич — стольник (1636—1668).
- Князь Гагарин Фёдор Григорьевич — московский дворянин (1640—1658).
- Князь Гагарин Вукол Иванович — стряпчий (1658—1676), стольник царицы Прасковьи Фёдоровны (1686-1692).
- Князья Гагарины: Сила, Иван и Борис Ивановичи, Борис Андреевич — московские дворяне (1676—1692).
- Князья Гагарины: Юрий Михайлович, Яков Никитич, Михаил, Лаврентий и Ларион Андреевичи, Андрей Васильевич — стряпчие (1658—1692).
- Князья Гагарины: Семён Семёнович, Семён и Никита Григорьевичи, Никита Никитич, Матвей и Иван Петровичи, Фёдор, Иван и Евдоким Ивановичи, Матвей, Пётр, Фёдор, Иван и Василий Михайловичи, Андрей Михайлович, Алексей Фёдорович — стольники (1658—1692)[10].

## Старшая ветвь Гагариных
Князь Сергей Васильевич Гагарин (1713—1782), сын новгородского губернатора Василия Гагарина, президент Коллегии экономии, женат на графине Прасковье Павловне Ягужинской, дочери и наследнице генерал-прокурора П. И. Ягужинского. Выстроил в Москве особняк, где в XIX веке помещались Английский клуб и Ново-Екатерининская больница.
1. Гагарин, Василий Сергеевич (ум. 1801), капитан флота, женат на княжне Прасковье Дмитриевне Трубецкой
2. Гагарин, Сергей Сергеевич (1745—1798), камергер, устроитель усадьбы Никольское-Гагарино, женат на княжне Варваре Николаевне Голицыной Княгиня Варвара Гагарина на миниатюре с оригинала Дж. Рейнольдса
  1. Гагарин, Николай Сергеевич (1784—1842), гофмейстер, вице-президент Кабинета Его Величества, женат на графине Марии Алексеевне Бобринской
    1. Гагарин, Николай Николаевич (1823—1902), лейтенант, женат на графине Александре Николаевне Гурьевой
      1. София (1847—1877), жена М. Н. Муравьёва, впоследствии министра иностранных дел
      2. Мария (1850—1906), жена боевого генерала М. Д. Скобелева

    2. Гагарин, Лев Николаевич (1829—1868), московский губернский предводитель дворянства, женат на Анне Ивановне Прихуновой
    3. Гагарина, Леонилла Николаевна (1822—1887), жена князя В. А. Меншикова

  2. Гагарин, Сергей Сергеевич (1795—1852), обер-гофмейстер, директор Императорских театров и гофинтендантской конторы, женат на графине Изабелле Валевской
    1. Гагарин, Сергей Сергеевич (1832—1890), шталмейстер, коллекционер, почётный член Академии художеств, владелец усадьбы Теньки, женат на графине Вере Фёдоровне Пален
    2. Гагарина, Мария Сергеевна, жена графа П. Г. Шувалова

  3. Гагарина, Варвара Сергеевна, жена князя В. В. Долгорукова
3. Гагарин, Павел Сергеевич (1747—1789), генерал-поручик, поэт, московский обер-комендант; женат на Татьяне Ивановне Плещеевой Портрет кн. Гагарина кисти Виже-Лебрен
  1. Гагарин, Андрей Павлович (1787—1828), полковник, шталмейстер, женат на княжне Екатерине Сергеевне Меншиковой, по ним потомство
    1. Лев Андреевич Гагарин (1821—1896)
      1. Юлия (1849—1919), фрейлина, жена князя В. П. Урусова

  2. Гагарин, Павел Павлович (1789—1872), председатель Государственного совета и Кабинета министров, женат на Марии Григорьевне Глазенап
    1. Гагарин, Сергей Павлович (1818—1870), архангельский и саратовский губернатор
    2. Варвара, жена нумизмата Д. П. Сонцова

  3. Гагарина, Софья Павловна (1785—1860), жена князя А. П. Оболенского
4. Гагарин, Фёдор Сергеевич (1757—1794), полковник Московского гренадерского полка, женат на княжне Прасковье Юрьевне Трубецкой
  1. Гагарин, Фёдор Фёдорович (1784—1843), генерал-майор, завзятый игрок и дуэлянт, холост.
  2. Гагарина, Вера Фёдоровна (1790—1886), жена князя П. А. Вяземского
  3. Гагарина, Надежда Фёдоровна (1791—1883), жена князя Б. А. Четвертинского
5. Гагарина, Анна Сергеевна (1742—1820), жена графа Н. В. Салтыкова
6. Гагарин, Иван Сергеевич (1752—1810), масон, офицер флота; женат на княжне Марии Алексеевне Волконской. Вместе с графом Алексеем Орловым участвовал в похищении и препровождении в Петербург из-за границы княжны Таракановой. Владел усадьбой в Армянском переулке. Принимал участие в восстановлении после пожара Меншиковой башни.
  1. Гагарин, Сергей Иванович (1777—1862), обер-гофмейстер, председатель Московского опекунского совета, владелец усадьбы Ясенево, женат на Варваре Михайловне Пушкиной
    1. Гагарин, Иван Сергеевич (1814—1882), писатель-иезуит, холост.
    2. Гагарина, Мария Сергеевна (1815—1902), жена С. П. Бутурлина Усадьба «Сергиевское»

  2. Гагарин, Григорий Иванович (1782—1837), посланник в Риме и Мюнхене, женат на Екатерине Петровне Соймоновой; про его потомство см. ниже
  3. Екатерина, жена князя С. П. Оболенского
  4. Александра, жена Р. Е. Татищева, хозяйка усадьбы Воробьёво
  5. Наталья, жена художника Сальваторе Тончи
  6. Варвара, жена историка П. Ф. Карабанова
  7. Мария, жена князя И. А. Енгалычева

Родовым гнездом старшей линии рода до самой Октябрьской революции служило имение Никольское-Гагарино у берегов Тростенского озера.

### Потомство Григория Ивановича
Князь Григорий Иванович Гагарин (1782—1837), один из внуков князя Сергея Васильевича, посланник в Риме и Мюнхене, член литературного общества «Арзамас», женат на Екатерине Петровне Соймоновой
1. Гагарин, Григорий Григорьевич (1810—1893), художник, вице-президент Академии художеств, обер-гофмейстер, женат на княжне Анне Николаевне Долгоруковой (1-й брак) и на Софье Андреевне Дашковой (2-й брак)
  1. Гагарин, Григорий Григорьевич (1850—1918), женат на княжне Марии Александровне Прозоровской
    1. Гагарин, Григорий Григорьевич (1876—1905), вахтенный начальник броненосца «Александр III», погиб в Цусимском бою, женат на Нелли Львовой
    2. Гагарин, Ростислав Григорьевич (1899—1984), директор Гмелинского института неорганической химии, женат на Елене Николаевне Бенуа
    3. Гагарина, Татьяна Григорьевна (1884—1925), муж князь Б. В. Гагарин, генерал-майор, владелец усадьбы Воейковка
      1. Гагарин, Григорий Григорьевич (род. 1945), внук предыдущих, предводитель Российского дворянского собрания

  2. Гагарин, Андрей Григорьевич (1851—1920), изобретатель, первый директор Петербургского политехнического института, статский советник, владелец усадьбы Холомки, женат на княжне Марии Дмитриевне Оболенской
    1. Гагарин, Андрей Андреевич (1886—1937), подпоручик, участник Первой мировой войны, инженер-проектировщик, в 1937 году осуждён по 58-й статье и расстрелян, реабилитирован (1957).
    2. Гагарин, Сергей Андреевич (1887—1941), секретарь Российского посольства в Константинополе, после революции эмигрировал во Францию, затем — в США
    3. Гагарин, Лев Андреевич (1888—1921), штабс-капитан гвардии, в годы Гражданской войны адъютант командующего вооружёнными силами Северной области генерала В. В. Марушевского, после революции эмигрировал, умер от тифа в окрестностях Константинополя (1921).
    4. Гагарина, Софья Андреевна (1892—1979), жена Н. Н. Ростковского, эмигрировала в США (1927).
    5. Гагарин, Григорий Андреевич (1895—1963), корнет Лейб-гвардии Гусарского полка, после революции был арестован и приговорён к расстрелу, но бежал. Эмигрировал в США
    6. Гагарин, Пётр Андреевич (1904—1938), окончил Политехнический институт, работал в институте «Гипрошахт», осуждён по 58-й статье (1937) и расстрелян (1938), реабилитирован (1965).
      1. Гагарин, Андрей Петрович (1934—2011), профессор Санкт-Петербургского политехнического университета, предводитель Санкт-Петербургского дворянского собрания

  3. Мария (1851—1941), жена генерал-майора М. Н. Раевского; у них дочь Ирина, в замужестве герцогиня Мекленбургская
  4. Анастасия, жена графа П. М. Орлова-Денисова Мария Гагарина блистала в фильмах Годара и Бюнюэля
2. Гагарин, Евгений Григорьевич (1811—1886), женат на Марии Александровне Стурдзе, дочери Александра Стурдзы, которому разрешено учредить (1848) из принадлежавшего ему в Бессарабии имения Мансырь заповедное княжеское имение, с тем, чтобы оно перешло к старшему его внуку и чтобы последний именовался, с потомством, князем Гагариным-Стурдза. Григорий Евгеньевич Гагарин-Стурдза записан в V часть родословной книги Московской губернии.
  1. Гагарин, Феофил Евгеньевич (1856—1894), капитан 2-го ранга, основатель Черноморско-Дунайского пароходства; женат на Александре Фёдоровне Моллер.
    1. Гагарин, Евгений Феофилович (1881—1960), досточтимый мастер Англосаксонской масонской ложи, белоэмигрант.

  2. Гагарин, Анатолий Евгеньевич (1844—1917), создатель и вице-президент Императорского Садоводческого общества, устроитель имения Окна; женат на графине Марии Владимировне Соллогуб.
    1. Гагарин, Анатолий Анатольевич (1877—1954), полковник Кавалергардского полка, командир алексеевских частей.
    2. Гагарин, Владимир Анатольевич (1887—1946), балтский уездный предводитель дворянства, после эмиграции — управляющий цитрусовыми плантациями в Марокко; женат на Марии Васильевне Шереметевой (1890—1926)[11]; вторым браком — на своей кузине Марии Всеволодовне Бельской (1904—1993).
      1. Георгий (1921—1945), погиб при освобождении Эльзаса от нацистов; награждён Военным крестом со знаком отличия (пальмовыми ветвями)[11].
      2. Мария-Магдалина (род. 1940), французская актриса, жена композитора Мишеля Леграна.

Владения семейства Гагариных-Стурдза находились «на обширном плато, которое возвышается над аркадийскими пляжами» Одессы, откуда произошло современное название улицы Гагаринское Плато.

## Младшая ветвь Гагариных
Из младшей ветви рода, владевшей подмосковным поместьем Сенницы, происходил князь Матвей Петрович, бывший сибирским губернатором при Петре I и казнённый за злоупотребления властью и упорство в скрытии пособников (1721). У его сына от брака с дочерью вице-канцлера Шафирова были две дочери (за фельдмаршалом А. М. Голицыным и дипломатом Д. М. Матюшкиным) и сын Матвей (1725—1793), генерал-майор, бездетный.
Другой известный представитель младшей ветви — деятель масонского движения Гаврила Петрович Гагарин (1745—1808), чей сын Павел женился на Анне Лопухиной, фаворитке Павла I.
С масонством был связан и князь Иван Алексеевич (1771—1832), сенатор, учредитель Общества поощрения художеств, владелец усадьбы Пехра-Яковлевское, женившийся вторым браком на драматической актрисе Семёновой. От первого брака сыновья:
- Павел (1798—1875), отец философа Н. Ф. Фёдорова и актёра А. П. Ленского
- Александр (1801—1857), генерал-лейтенант, женат на Марии Бороздиной и на княжне Тассо Орбелиани
- Дмитрий (1799—1872), генерал-майор, керчь-эникольский градоначальник; в его одесском особняке помещается литературный музей.
- Владимир (1806—1860), агроном, отец генерал-лейтенанта Николая Гагарина (1830—1886).

От петербургского домовладения князя Матвея Гагарина получили название две Гагаринские улицы (одна из которых теперь называется Мичуринской) и Гагаринская набережная (ныне Кутузова).

## История дворян Гагариных
Терентий Гагарин служил десятником у Тюменских казаков (1628). Андрей Фёдорович письменный голова и воевода в Тобольске (1646—1649). Иван Иванович Гогарин слуга Симонова монастыря (1681).
Артемий Лаврентьевич владел населённым имением (1699).

## Родословные
- Родословная Гагариных Архивная копия от 11 марта 2015 на Wayback Machine (по материалам Жака Феррана)
- Генеалогические таблицы Архивная копия от 10 сентября 2012 на Wayback Machine
- История родов русского дворянства: В 2 кн. / авт.-сост. П. Н. Петров. — М.: Современник; Лексика, 1991. — Т. 1. — С. 275-280. — 50 000 экз. — ISBN 5-270-01513-7. (онлайн)
- Долгоруков П. В. Российская родословная книга. — СПб.: Тип. Карла Вингебера, 1854. — Т. 1. — С. 237.